# Noyant-de-Touraine
 Noyant-de-Touraine  es una población y comuna francesa, en la región de  Centro, departamento de Indre y Loira, en el distrito de Chinon y cantón de Sainte-Maure-de-Touraine.

## Demografía
| 401 | 423 | 448 | 429 | 482 | 477 | 481 | 503 | 555 | 553 | 571 | 509 | 562 | 603 | 612 | 577 | 564 | 563 | 561 | 586 | 540 | 561 | 544 | 559 | 564 | 589 | 588 | 570 | 541 | 564 | 622 | 646 |
| Para los censos de 1962 a 1999 la población legal corresponde a la población sin duplicidades (Fuente: INSEE [Consultar]) |     |     |     |     |     |     |     |     |     |     |     |     |     |     |     |     |     |     |     |     |     |     |     |     |     |     |     |     |     |     |     |